# Шадрон (Небраска)
Шадрон (англ. Chadron) — город и административный центр округа Дос в штате Небраска в Соединённых Штатах Америки в регионе Великих равнин.
Согласно переписи 2020 года, население города составляло 5206 человек, что заметно меньше, чем было (5851) во время предыдущей переписи 2010 года.

## География
Шадрон расположен среди Великих равнин на высоте 3400 футов. Он окружен прерийными лугами, прерываемыми грядой слегка лесистых холмов на юге.
Согласно Бюро переписи населения США, город имеет общую площадь 3,85 квадратных миль (9,97 км2), все это суша.

## Климат
В Шадроне очень изменчивый четырехсезонный влажный континентальный климат (Классификация климатов Кёппена: Dfa). Летом обычно жарко, с высокими дневными колебаниями температур. Зимой относительно холодно. Осадки выпадают в течение всего года, но пик приходится на май и июнь.
Согласно данным Западного регионального климатического центра (WRCC), самая высокая температура, зарегистрированная в Шадроне с 1987 года, составляла 109 °F (43 °C), в июле 2006 года; самая низкая была −40 °F (−40 °C) в декабре 1989 года.